# Siti Hartinah
Siti Hartinah, znana jako Ibu Tien (ur. 23 sierpnia 1923 w Surakarcie, zm. 28 kwietnia 1996 w Dżakarcie) – żona prezydenta Indonezji Suharto, pierwsza dama Indonezji w okresie od 12 marca 1967 do 28 kwietnia 1996.